# MV Tutor
Le MV Tutor est un cargo vraquier battant pavillon du Liberia.
Le 12 juin 2024, le navire est touché par un drone de surface naval et un missile (tuant un membre d'équipage) tirées par les Houthis dans le contexte de crise en mer Rouge. Le navire est gravement endommagé, puis abandonné par son équipage. Après avoir dérivé pendant six jours, il sombre le 18 juin des suites de l'attaque, devenant ainsi le second navire coulé par une attaque des Houthis depuis le début de la crise en octobre 2023.

## Caractéristiques
Le Tutor est un cargo vraquier transporteur de charbon naviguant sous pavillon du Libéria avec une longueur hors tout de 229 mètres et une largeur de 32,3 mètres,. Propriété de la société Evalend Shipping basée à Athènes, il est construit en 2022 avec une jauge brute de 44 479 tonnes et un port en lourd de 82 357 tonnes.

## Attaque et naufrage en mer Rouge
Avant son attaque, il fait route vers l'Inde après avoir été chargé au port d'Oust-Louga, en Russie, le 18 mai. Le cargo décharge à Port-Saïd, en Égypte, le 9 juin et devait faire escale à Aqaba, en Jordanie.
Le 12 juin 2024 à 07 h 10 UTC+3, le capitaine du Tutor signale une attaque à environ 123,5 km au sud-ouest d'Al-Hodeïda. Le navire est directement heurté à l'arrière par un drone de surface naval, que le NCAGS (en) décrit comme un « petit engin de couleur blanche de 5 à 7 mètres de long ». Les membres de l'équipage pensent avoir affaire à un bateau de pêche, transportant apparemment deux personnes, qui se révèlent être des mannequins. Le véhicule heurte la poupe du navire avant d'exploser. L'attaque cause de graves dommages dans la salle des machines, où travaille un membre de l'équipage,. Plus tard, le Tutor est de nouveau frappé par un projectile aérien inconnu, probablement un missile,. La salle des moteurs est confrontée à de d'importantes inondations et à un incendie, provoquant une perte de contrôle du navire,. Le 13 juin, le porte-parole des Houthis, Yahya Saree, revendique la responsabilité de l'attaque,.
Son équipage abandonne finalement le navire avec l'aide des forces américaines et alliées en mer Rouge, dont le groupe aéronaval de l'USS Dwight D. Eisenhower, des hélicoptères militaires de l'USS Philippine Sea,, et une frégate française. 21 des 22 membres d'équipage sont secourus et transportés par avion vers un croiseur de la marine américaine avant d'être envoyés sur l'Eisenhower pour des examens médicaux. Les premières informations indiquent que l'équipage sera évacué vers Djibouti. Les membres d'équipage philippins, qui constituent la majorité de l'équipage, sont ensuite transportés vers le port de Manama, à Bahreïn, avant d'être emmenés par avion à Manille, aux Philippines. Le membre d'équipage philippin toujours porté disparu est confirmé décédé par le responsable américain John Kirby le 18 juin.
L'United States Central Command reconnaît de graves inondations, le navire prenant lentement l'eau. Deux remorqueurs du Tsavliris Salvage Group sont déployés pour récupérer le navire,, mais l'opération de sauvetage sera ensuite abandonnée.
Le 18 juin, le navire a probablement coulé pendant la nuit au large de l'Érythrée, aux coordonnées 14° 19′ N, 41° 14′ E, après avoir reçu des rapports faisant état d'hydrocarbures et de débris dans la dernière position du navire,. Le lendemain matin, le NCAGS (en) confirme son naufrage. Il s'agit du second navire coulé au cours de la crise de la mer Rouge.

### Conséquences
Le 15 juin, les États-Unis mènent des frappes aériennes contre sept systèmes radar houthis au Yémen, ce qui leur a permis de cibler des navires. Ces frappes auraient été une réponse aux attaques contre le Tutor. 

### Réactions
Le porte-parole de la Maison Blanche, John Kirby, qualifie dénonce des « attaques terroristes ». Il ajoute que le membre d'équipage tué, ainsi qu'un autre marin (blessé lors d'une autre attaque sur le navire Verbana le 13 juin) « ne livraient pas d'armes à Israël, ils ne prenaient pas parti au Moyen-Orient » et faisaient simplement leur travail à bord.
Le ministère des Affaires étrangères des Philippines condamne l'attaque et s'engage à prendre des mesures pour protéger les marins philippins. Il apelle également les Nations Unies à protéger les droits de l'homme des marins. Le ministère des Travailleurs migrants a tenu une réunion pour discuter de la sécurité des marins philippins et s'engage à revoir ses politiques actuelles. Le président Ferdinand Romualdez Marcos Jr. déclare que son gouvernement fera tout son possible pour assurer la sécurité de l'équipage du Tutor.